# Верхня Чигара
Верхня Чига́ра (рос. Верхняя Чигара) — присілок у складі Парабельського району Томської області, Росія. Входить до складу Новосельцевського сільського поселення.

## Населення
Населення — 9 осіб (2010; 17 у 2002).
Національний склад (станом на 2002 рік):
- росіяни — 100 %